# Großer Bettelwurf
Der Große Bettelwurf ist mit 2726 m ü. A. der höchste Gipfel der Gleirsch-Halltal-Kette im Karwendel in Tirol sowie die fünfthöchste Erhebung des Karwendels. Der benachbarte Kleine Bettelwurf erreicht eine Höhe von 2650 m ü. A.
Der Große Bettelwurf überragt das Inntal um 2000 m und fällt nach Norden mit einer riesigen 1200 m hohen Wand ins Vomper Loch ab. Damit ist er ein erstklassiger Aussichtsberg.
Der Gipfel ist auf einem leichten Klettersteig über die Bettelwurfhütte (2077 m ü. A.) vom Halltal in Absam bei Hall in Tirol aus erreichbar. Auf den Kleinen Bettelwurf führt ein mittelschwerer Klettersteig und von dort ist auf einem ebenfalls mittelschweren Klettersteig der Übergang zum Großen Bettelwurf möglich.

## Geologie
Der Bettelwurf besteht aus gut gebanktem Wettersteinkalk der Mittleren Trias. Die Farbe des Gesteins variiert zwischen grauweiß und hellgrau.

## Touristische Erschließung
Die Gipfel des Halltals wurden im Vergleich zu anderen Karwendelgipfeln durch ihre Nähe zum Inntal schon relativ früh von städtischen Touristen besucht. Erster namentlich bekannter Tourist auf dem Großen Bettelwurf war Ludwig Barth zu Barthenau, der als Gymnasiast um 1855 von einem Jäger auf den Gipfel geführt wurde. Im September 1867 erreichten Julius Pock und Carl Wechner im zweiten Versuch den Gipfel. Über den Südgrat erstieg Carl Gsaller am 18. Juni 1878 erstmals den deutlich anspruchsvolleren Gipfel des Kleinen Bettelwurfs und führte anschließend den Gratübergang zum Großen Bettelwurf erfolgreich aus. Auf der Südseite des Großen Bettelwurfs befindet sich die Bettelwurfhütte, eine Alpenvereinshütte des Österreichischen Alpenvereins.